# Оборона Кемпы-Оксивской
Оборона Кемпы-Оксивской (пол. Obrona Kępy Oksywskiej) — сражение Польской кампании, которое вели польские части обороны Побережья с 1 по 19 сентября 1939 (сухопутные действия с 10 сентября). Один из эпизодов обороны Побережья в сентябре 1939 года.

## Перед войной
Кемпа-Оксивска представляет собой плато площадью 40 км², которое господствует над окрестностью. На Кемпе-Оксивской располагались командование флота, казармы, склады и помещения охраны, находились позиции береговой и зенитной артиллерии. В 1928—1939 годах это была главная база польского военно-морского флота, вместе с портом Оксивье составлявшая северную часть гдыньского порта. Частые изменения военных концепций и планов польского командования привели к тому, что в сентябре 1939 года плато не имело никаких железобетонных защитных сооружений. Единственными укреплёнными пунктами обороны являлись две двухпушечные противовоздушные батареи калибра 75 мм и двухпушечная батарея 100-мм пушек Канэ. Летом 1939, после передислокации главной базы флота на Хельскую косу, Кемпа была переподчинена командиру сил сухопутной обороны Побережья, полковнику Станиславу Домбеку. Предполагалось, что Кемпа станет защитным бастионом в дополнение к Хелю, прикрывая его с суши и непосредственно защищая порт Гдыни.

## Ход боевых действий

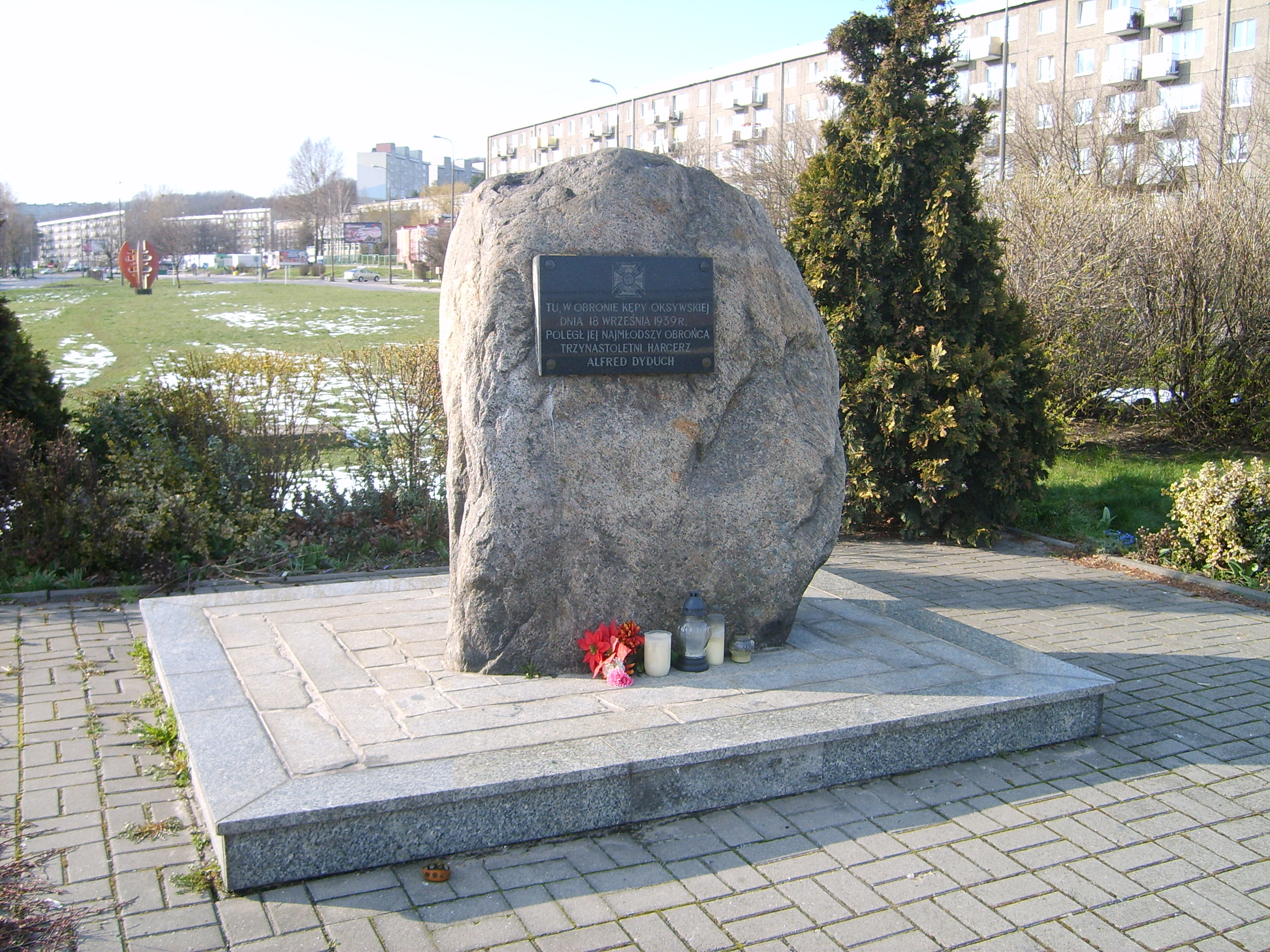
Памятник 13-летнему защитнику Кемпы-Оксивской Альфреду Дидуху.

1 сентября 1939 части обороны Побережья, около 14 700 человек, на выдвинутых позициях на Кемпе и в районах Гдыни были атакованы корпусом генерала Леонарда Каупича и группировкой генерала Ф. Эберхардта. Немцы обладали трёхкратным превосходством в живой силе, четырёхкратным в бронетехнике и девятикратным в артиллерии.
С 1 по 9 сентября 1939 польские части, размещённые на Кемпе-Оксивской, оборонялись против обстрелов с броненосца «Шлезвиг-Гольштейн» с моря и воздушных атак, а также боролись с немецкими судами, пробовавшими тралить Гданьскую бухту.
10 сентября немцы приступили к сухопутным атакам на плато. В этот день, после падения Реды и сдачи Гдыни, на скалу прибыли остатки 1-го морского стрелкового полка (около 1 тыс. человек) и 140 человек из разбитого 5-го батальона Национальной обороны.
11 сентября полковник Домбек подчинил все части, находившиеся на Кемпе, командиру морской бригады Национальной обороны подполковнику С. Бродовскому. В этот же день «Шлезвиг-Гольштейн» обстрелял 28-см снарядами Оксивский порт.
12 сентября немцы провели штурм, поддержанный авиацией и артиллерией (корабельной и полевой). На северо-восточном краю плато они прорвали позиции польских войск и заняли деревню Мосты. На северном и западном направлениях немецкие части 207-й пехотной дивизии прорвали польскую оборону в районе Казимиж — Гора Дамбова. В ситуации угрозы всей Кемпе Дембек отдал приказ об отступлении из предполья Гдыни. 13 сентября на плато отошёл 2-й морской стрелковый полк и рота гдыньских косиньеров.
К этому времени на Кемпе собрались остатки ранее разбитых частей общей численностью 9 тысяч человек, имевшие 120—140 пулемётов, 14 миномётов, 23 пехотных пушек.
После нескольких дней перерыва 18 сентября «Шлезвиг-Гольштейн» в сопровождении тральщиков подошёл в район Редлова и в 11:45 обстрелял Оксивье, выпустив 155 15-см снарядов. Утром 19 сентября немецкий отряд, состоящий из тральщиков, начал обстреливать Кемпу-Оксивску. Перестрелку с ними вела батарея 100-мм пушек Канэ с единственным исправным орудием. Через некоторое время в бой включилась и батарея Ласковского с Хельской косы, которая быстро пристрелялась по немецким кораблям. После повреждения тральщика «Наутилус» от близких разрывов снарядов, коммодор Фридрих Руге, командовавший отрядом, спешно отвёл свой отряд на рейд гдыньского порта.
19 сентября немцы начали последний штурм. Первым был разбит 3-й батальон резервистов. Затем было разбит отряд Солодковского, сам командир погиб. Немецкие части прорвались к морю, отрезав поляков в Оксивье, которые после сильного немецкого артобстрела капитулировали около 17:00. На северном участке обороны был разгромлен 1-й морской стрелковый полк, остатки которого капитулировали в 16:30.
Исчерпав все возможности обороны, полковник Домбек вместе с 20 оставшимися подчинёнными, главным образом офицерами, пошёл под Бабьим Долом в атаку. Он был ранен осколком мины и последним патроном застрелился из пистолета.
В 17:00 Кемпа-Оксивска, важнейший бастион обороны Побережья, пала. Погибло около 14 % общей численности сил, то есть около 2000 солдат.
Немцы, отдавая должное героизму защитников плато, позволили похоронить с почестями полковника Домбека. Могила сохранилась до наших дней.